# Kemal Reis
Kemal Reis (کمال رئیس) (c. 1451 – 1511) fue un corsario turco y almirante otomano. También fue el tío paterno del famoso almirante y cartógrafo otomano Piri Reis, quien le acompañó en la mayoría de sus importantes expediciones navales.

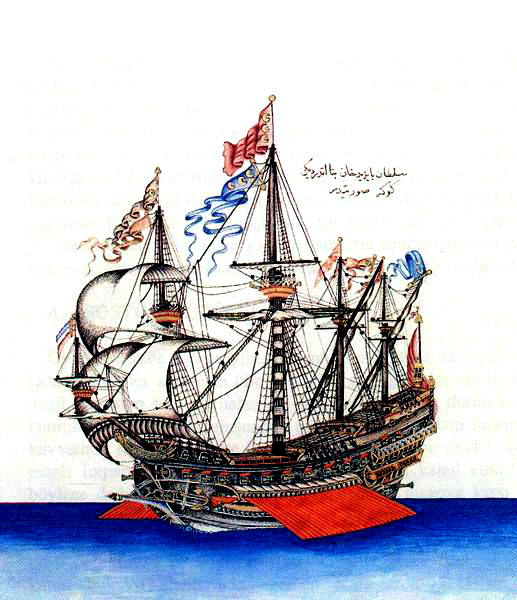
Göke (1495), el buque insignia de Kemal Reis.

## Trasfondo y primeros años
Kemal Reis nació en Galípoli en la costa del Egeo en Turquía alrededor de 1451. Su nombre completo era Ahmed Kemaleddin y su padre fue un turco llamado Ali de la ciudad de Karaman en Anatolia central. Llegó a ser conocido en Europa, particularmente en Italia y España, con nombres como Camali y Camalicchio.
Comenzó su carrera como comandante de la flota naval del Sanjak Bey (Gobernador provincial) de Eubea (en turco: Eğriboz) que estaba bajo control otomano. En 1487 el sultán otomano Bayaceto II le encargó la misión de defender las tierras del emir Abu Abdullah, gobernante de Granada, que era el último reducto musulmán en España. Kemal Reis zarpó hacia España y desembarcó con una fuerza expedicionaria de tropas turcas en Málaga, conquistando la ciudad y las villas circundantes y haciendo numerosos prisioneros. Desde allí zarpó hacia las Islas Baleares y Córcega, donde atacó los establecimientos costeros, antes de desembarcar sus tropas cerca de Pisa en Italia. 
Desde Pisa se dirigió nuevamente hacia Andalucía y en varias ocasiones entre 1490 y 1492 transportó a los musulmanes y judíos que deseaban huir de España a las provincias del Imperio otomano que los acogió. Los musulmanes y judíos españoles contribuyeron enormemente al establecimiento como potencia del Imperio otomano con la introducción de nuevas ideas, métodos y oficios. Kemal Reis continuó desembarcando sus tropas en Andalucía e intentó detener el avance español mediante el bombardeo de los puertos de Elche, Almería y Málaga.

## Almirante de la Armada Otomana
En 1495 Kemal Reis fue nombrado almirante de la Armada Otomana por el sultán Bayaceto II, quien le ordenó la construcción de su mayor buque insignia, el Göke, que podía transportar 700 soldados y estaba armado con los cañones más potentes de la época. Dos grandes galeras de este tipo fueron construidas, una para Kemal Reis y la otra para Burak Reis.
En octubre de 1496, con una fuerza de 5 galeras, 5 fustas, un barque y un barco más pequeño, Kemal Reis zarpó de Estambul y saqueó el golfo de Tarento. En enero de 1497 desembarcó en Modona y capturó varios buques venecianos en el mar Jónico y las transportó, junto con su carga, a Eubea.
En marzo de 1497 el sultán Bayaceto II le encargó la protección de los barcos que transportaban importantes riquezas pertenecientes a las fundaciones religiosas de La Meca y Medina de los frecuentes ataques de que eran objeto por parte de los caballeros de San Juan, que estaban estacionados en la isla de Rodas por aquella época (en 1522 los otomanos tomaron Rodas y permitieron a los Caballeros de San Juan dejar pacíficamente la isla, estableciéndose primeramente en Sicilia y posteriormente en Malta en 1530.) Kemal Reis zarpó hacia Rodas con una fuerza de 2 barques y 3 fustas, y capturó un barque de los caballeros cerca de Montestrato. Más tarde desembarcó en Stalimene (Lemnos) y desde allí zarpó hacia Ténedos (Bozcaada) y retornó a Estambul.

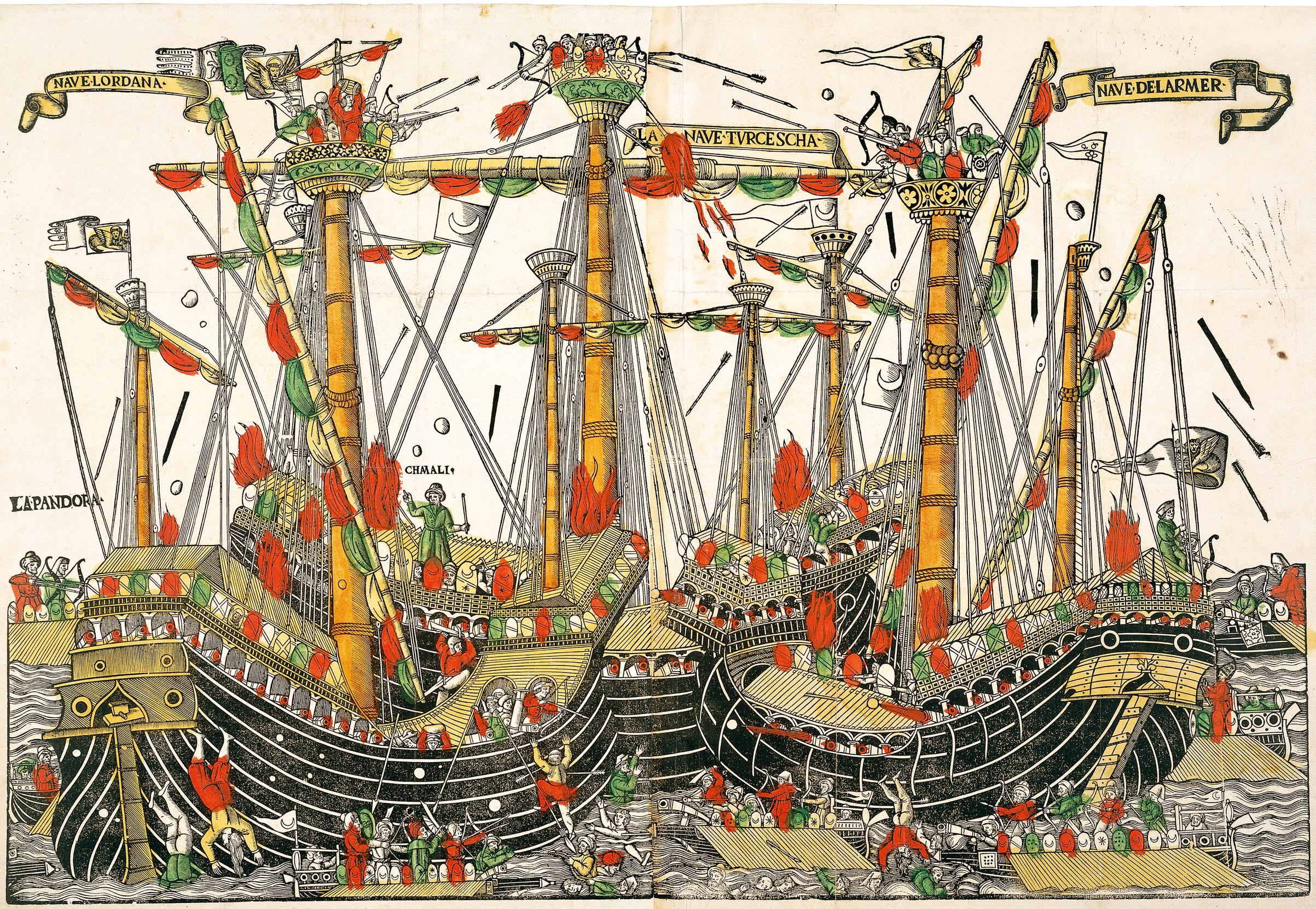
Batalla de Zonchio (1499)

En junio de 1497 se le dieron dos galeras mayores y en julio hizo de la isla de Quíos su base de operaciones en el mar Egeo contra los venecianos y los Caballeros de San Juan. En abril de 1498, al mando de una flota de 6 galeras, 12 fustas equipadas con grandes cañones, 4 barques y 4 barcos de un tipo más pequeño, zarpó de los Dardanelos y puso rumbo al sur hacia las islas del Egeo que estaban controladas por la República de Venecia. 
En junio de 1498 apareció en la isla de Paros y posteriormente zarpó hacia Creta, donde desembarcó sus tropas en Sitia y capturó la ciudad, así como las villas vecinas antes de enviar a sus partidas de reconocimiento a examinar las características del cercano castillo veneciano. En julio de 1498 zarpó hacia Rosetta (Rashid) en Egipto con una fuerza de 5 galeras, 6 fustas y 2 barques para transportar a 300 musulmanes en peregrinación hacia La Meca, que llevaban con ellos 400 000 ducados de oro enviados al sultán mameluco por Bayaceto II. Cerca del puerto de Abu Kabir capturó 2 naves portuguesas (un galeón y un barque) después de un violento combate que duró dos días. Desde allí Kemal Reis zarpó hacia Santorini y capturó un barque veneciano, antes de capturar otro buque portugués en el mar Egeo.